# Coupe de France de basket-ball 2017-2018
Navigation
2016-2017 2018-2019
La Coupe de France de basket-ball 2017-2018 est la 41e édition de la Coupe de France, également dénommée Trophée Robert Busnel, en hommage à Robert Busnel, basketteur international français décédé en 1991. Elle oppose 36 équipes professionnelles et amatrices françaises sous forme d'un tournoi à élimination directe et se déroule de septembre 2017 à avril 2018. La finale a lieu le 21 avril 2017 à l'AccorHotels Arena dans le cadre des Finales 2018 des Coupes de France, organisées chaque année par la FFBB.

## Calendrier
| Tour | Nom                      | Dates                   | Participants | Vainqueurs |
| 1    | 64e de finale            | Mardi 19 septembre 2017 | 28           | 14         |
| 2    | 32e de finale            | Mardi 7 novembre 2017   | 36           | 18         |
| 3    | 16e de finale            | Mardi 23 janvier 2018   | 18           | 9          |
| 4    | 8e de finale             | Mardi 13 février 2018   | 16           | 8          |
| 5    | Quarts de finale         | Samedi 24 mars 2018     | 8            | 4          |
| 6    | Demi-finales             | Dimanche 25 mars 2018   | 4            | 2          |
| 7    | Finale AccorHotels Arena | Samedi 21 avril 2018    | 2            | 1          |

## Soixante-quatrième de finale
Ce tour se dispute le 19 septembre 2017.
| Division | Club                         | Score  | Club                    | Division |
| -------- | ---------------------------- | ------ | ----------------------- | -------- |
| NM1      | UB Chartres Métropole        | 77-68  | UJAP Quimper            | Pro B    |
| NM1      | SOM Boulogne-sur-Mer         | 68-66  | Vendée Challans Basket  | NM1      |
| NM2      | AB Berck Rang du Fliers      | 63-115 | Caen BC                 | Pro B    |
| NM1      | CEP Lorient                  | 86-77  | Brissac AB              | NM1      |
| NM1      | La Charité Baket 58          | 75-93  | Chorale de Roanne       | Pro B    |
| NM1      | BC Souffelweyersheim         | 87-95  | BC Gries-Oberhoffen     | NM1      |
| NM2      | Kaysersberg-Ammerschwihr BCA | 76-84  | JA Vichy-Clermont       | Pro B    |
| NM1      | Saint-Vallier BD             | 75-60  | Aix-Maurienne SB        | Pro B    |
| NM1      | Union Tarbes-Lourdes PB      | 88-87  | ALS Andrézieux-Bouthéon | NM1      |
| NM2      | AC Golfe-Juan-Vallauris      | 82-95  | Saint-Chamond Basket    | Pro B    |
| NM1      | US Aubenas                   | 83-79  | Sorgues BC              | NM1      |
| NM1      | Rueil AC                     | 83-86  | Saint-Quentin BB        | NM1      |
| NM1      | GET Vosges                   | 73-80  | BC Orchies              | NM1      |
| NM3      | EB Mirecourt                 | 57-105 | ASC Denain-Voltaire PH  | Pro B    |

## Trente-deuxièmes de finale
Les équipes de Pro A intègrent la compétition à ce stade de la compétition. Les 36 équipes en lice ont été réparties en trois chapeaux géographiques et sportifs (3 clubs de NM1 par groupe).
Ce tour se dispute le 7 novembre 2017.
| Division | Club               | Score | Club                    | Division |
| -------- | ------------------ | ----- | ----------------------- | -------- |
| NM1      | Saint-Vallier BD   | 71-62 | Provence Basket         | Pro B    |
| Pro B    | Chorale de Roanne  | 86-62 | JA Vichy-Clermont       | Pro B    |
| Pro B    | Poitiers Basket 86 | 75-70 | Saint-Chamond Basket    | Pro B    |
| NM1      | US Aubenas         | 58-77 | Union Tarbes-Lourdes PB | NM1      |
| Pro A    | Boulazac BD        | 75-73 | Olympique d'Antibes     | Pro A    |
| Pro A    | Limoges CSP        | 50-80 | Hyères-Toulon VB        | Pro A    |

| Division | Club                           | Score | Club                          | Division |
| -------- | ------------------------------ | ----- | ----------------------------- | -------- |
| Pro B    | Lille MBC                      | 78-81 | ASC Denain-Voltaire PH        | Pro B    |
| Pro B    | SLUC Nancy                     | 75-82 | Orléans LB                    | Pro B    |
| NM1      | BC Orchies                     | 65-69 | JL Bourg-en-Bresse            | Pro A    |
| Pro B    | Étoile de Charleville-Mézières | 75-83 | JDA Dijon                     | Pro A    |
| Pro A    | Champagne Châlons-Reims        | 86-85 | Élan béarnais Pau-Lacq-Orthez | Pro A    |
| NM1      | BC Gries-Oberhoffen            | 80-77 | Saint-Quentin BB              | NM1      |

| Division | Club                     | Score | Club              | Division |
| -------- | ------------------------ | ----- | ----------------- | -------- |
| NM1      | CEP Lorient              | 75-69 | Rouen MB          | Pro B    |
| Pro B    | ADA Blois                | 82-73 | Hermine de Nantes | Pro B    |
| Pro B    | Caen BC                  | 68-79 | Cholet Basket     | Pro A    |
| NM1      | SOM Boulogne-sur-Mer     | 79-68 | STB Le Havre      | Pro B    |
| NM1      | UB Chartres Métropole    | 83-91 | ALM Évreux        | Pro B    |
| Pro A    | BCM Gravelines-Dunkerque | 73-69 | Le Mans SB        | Pro A    |

## Seizième de finale
Ce tour se dispute le 23 janvier 2018.
| Club (division)                  | Résultat | Club (division)                        | Lieu             |
| -------------------------------- | -------- | -------------------------------------- | ---------------- |
| SOMB (NM1)                       | 99-89    | Gries (NM1)                            | Boulogne-sur-Mer |
| Poitiers (Pro B)                 | 84-87    | Boulazac (Pro A)                       | Poitiers         |
| Chorale Roanne Basket (Pro B)    | 70-89    | Champagne Châlons Reims Basket (Pro A) | Roanne           |
| Orléans Loiret Basket (Pro B)    | 103-87   | JDA Dijon (Pro A)                      | Orléans (le30/1) |
| BCM Gravelines Dunkerque (Pro A) | 70-73    | JL Bourg (Pro A)                       | Gravelines       |
| Union Tarbes Lourdes PB (NM1)    | 71-73    | ASC Denain Voltaire (Pro B)            | Tarbes           |
| ALM Évreux Basket (Pro B)        | 79-90    | Hyères Toulon (Pro A)                  | Évreux           |
| Saint-Vallier (NM1)              | 78-76    | Cholet Basket (Pro A)                  | Saint-Vallier    |
| Lorient (NM1)                    | 69-74    | Blois (Pro B)                          | Lorient          |

## Huitième de finale
Ce tour se dispute le 13 février 2018.
| Club (division)               | Résultat | Club (division)                        | Lieu                |
| ----------------------------- | -------- | -------------------------------------- | ------------------- |
| Nanterre (Pro A)              | 86-75    | Le Portel (Pro A)                      | Nanterre            |
| Orléans Loiret Basket (Pro B) | 82-77    | Champagne Châlons Reims Basket (Pro A) | Orléans             |
| SOMB (NM1)                    | 65-86    | Levallois (Pro A)                      | Boulogne-sur-Mer    |
| Strasbourg (Pro A)            | 93-64    | JL Bourg (Pro A)                       | Strasbourg (le12/2) |
| Boulazac (Pro A)              | 100-96   | Chalon-sur-Saône (Pro A)               | Boulazac            |
| Saint-Vallier (NM1)           | 60-72    | ASC Denain Voltaire (Pro B)            | Saint-Vallier       |
| Monaco (Pro A)                | 81-65    | Hyères Toulon (Pro A)                  | Monaco              |
| Blois (Pro B)                 | 62-70    | Lyon-Villeurbanne (Pro A)              | Blois               |

## Quart de finale
Ce tour se dispute le 24 mars 2018.
| Club (division)               | Résultat | Club (division)    | Lieu                  |
| ----------------------------- | -------- | ------------------ | --------------------- |
| ASC Denain Voltaire (Pro B)   | 66-79    | Nanterre (Pro A)   | Trélazé (Arena Loire) |
| Orléans Loiret Basket (Pro B) | 71-75    | Levallois (Pro A)  | Trélazé (Arena Loire) |
| Boulazac (Pro A)              | 86-63    | Monaco (Pro A)     | Trélazé (Arena Loire) |
| Lyon-Villeurbanne (Pro A)     | 79-93    | Strasbourg (Pro A) | Trélazé (Arena Loire) |

## Demi-finales
Ce tour se dispute le 25 mars 2018.
| Club (division)  | Résultat | Club (division)    | Lieu                  |
| ---------------- | -------- | ------------------ | --------------------- |
| Boulazac (Pro A) | 79-66    | Levallois (Pro A)  | Trélazé (Arena Loire) |
| Nanterre (Pro A) | 71-79    | Strasbourg (Pro A) | Trélazé (Arena Loire) |

## Finale
La finale se dispute le 21 avril 2018.
| Club (division)  | Résultat | Club (division)    | Lieu                                      |
| ---------------- | -------- | ------------------ | ----------------------------------------- |
| Boulazac (Pro A) | 62-82    | Strasbourg (Pro A) | Paris (AccorHotels Arena) Rapports FFBB , |